# ブリング・ミー・ホーム 尋ね人
『ブリング・ミー・ホーム 尋ね人』（ブリング・ミー・ホーム たずねびと、原題：나를 찾아줘、英題：Bring Me Home）は、2019年公開の韓国映画。イ・ヨンエが『親切なクムジャさん』以来、14年ぶりに映画出演した復帰作として話題となった。

## 概要
イ・チャンドン監督の『シークレット・サンシャイン』（2007年）などにプロダクションアシスタントとして参加していたキム・スンウは2008年頃、いつも通っていた場所で、行方不明になった子どもを捜していると書かれた横断幕をふと目にした。「非常に胸が痛んだ」というキム・スンウはそこから脚本を書き始めた。「誰もいない（아무도 없다）」と題した彼の脚本はその年の映画振興委員会シナリオマーケットの最優秀賞を受賞したが、映画化が決定するまでに10年余りかかった。
イ・ヨンエは脚本だけ読んでキム・スンウに連絡を取り、『親切なクムジャさん』以来14年ぶりに映画出演をすることが決まった。そして撮影監督をイ・モゲ、美術監督をチョ・ファソンが務めるなど、スタッフは名の知れたベテランで固められた。 
2019年9月のトロント国際映画祭、10月のシカゴ国際映画祭にそれぞれ出品された。
同年11月4日、韓国で製作報告会が開かれ、イ・ヨンエは「思いがけず長期間、女優の仕事を休んでいた私にとって、長い間待った甲斐のある作品だと確信した」と語った。11月27日、本国で一般公開された。
舞台が海辺の村という点、行方不明の児童に一日中仕事をさせて虐待する点、地域警察との癒着関係を描いた点など共通する部分が多いことから、2014年に発覚した新安塩田奴隷労働事件をモチーフにしたのではないかという反応が多くあった。キム・スンウは、メディア配給試写会で「脚本は2008年に書かれたものだ」と述べ、否定している。

## キャスト
- イ・ヨンエ - ソ・ジョンヨン
- ユ・ジェミョン  - ホン・キョンジャン警長
- パク・ヘジュン - ミョングク
- イ・ウォングン - スンヒョン
- キム・ジョンス - チェ・バンジャン